# Festkomitee Berliner Karneval
Das Festkomitee Berliner Karneval (FBK) ist als Dachorganisation im Berliner Karneval besonders als Kommunikationsportal der Vereine sowie für Meinungsvertretung gegenüber der höchsten Dachorganisation des Bund deutscher Karneval e. V. (BdK e. V.) und dem Karnevalsverband Berlin-Brandenburg zuständig. Des Weiteren ist das FBK gemeinsam mit dem Verein Karnevalszug-Berlin für den Berliner Karnevalsumzug verantwortlich.
Der Berliner Karneval hat eine recht lange Tradition aufzuweisen, was damit zusammenhängt, dass das karnevalistisch versierte Rheinland im frühen 19. Jahrhundert an Preußen fiel. Aber bereits 1430 feierten Großfamilien und Ratsherren in der Stadt sogenannte „Fastelawende“.
1990 schlossen sich die West- und Ost-Berliner Karnevalsverbände im Landesverband Berliner Karneval e. V. zusammen und nahm damit, wenn man so will, die Wiedervereinigung vorweg. Jährlich lockt der Berliner Karnevalsumzug, der an historisch bedeutsamen Bauten vorbei durch Mitte führt, mehr als 750.000 Besucher an die Strecke. Alleine 2006 nahmen 22 Vereine am Berliner Karnevalsumzug, der vom Potsdamer Platz zum Schloßplatz führte teil.
2012 und 2013 sahen jeweils nur rund 10.000 Besucher den Zug, der jetzt auf einer Route in der City-West verlief, nachdem die Behörden die Lärmemissionen durch Musik auf eine Obergrenze von 75 Dezibel beschränkt hatten und auch für die anschließende Straßenreinigung hohe Auflagen machten. Aus Kostengründen sagte das Festkomitee daraufhin den Zug für 2014 ab.

## Präsidenten
- bis 1993 Werner Paulisch
- 1993–1996 Thomas Titze
- 1996–2014 Edmund Braun[2]
- seit 2014 Klaus Heimann

## Vereine im FBK Stand 2022
- Berliner Carneval Verein
- Carneval Club Lichtenberg
- 1. Karnevalsstammtisch OUT
- Harlekins Berlin
- Charlottenburger KG Blau-Gelb
- Berlin-Neuköllner KG „Fidele Rixdorfer“
- KG Fröhliche Elf e.V.
- Rosengarde
- Hauptstadt Jecken
- KG Narrenkappe Berlin
- Narrengilde Berlin
- Narrhalla Schwarz Weiß
- Prinzengarde der Stadt Berlin
- Rheinische KG zu Berlin
- Stadtgarde Rot-Gold Berlin
- Tanz-Sport-Gruppe Rixdorf
- Verein der Aachener zu Berlin